# Volleyball Nations League 2020 (Männer)
Die Saison 2020 der Volleyball Nations League sollte die dritte Ausgabe dieses Wettbewerbs werden. Sie sollte ursprünglich am 22. Mai 2020 beginnen und mit dem Finale am 5. Juli 2020 in Anaheim (Vereinigte Staaten) enden. Wegen der COVID-19-Pandemie wurde der Wettbewerb komplett abgesagt. Als Titelverteidiger wäre Russland angetreten.

## Modus
In der Vorrunde sollten 16 Mannschaften fünf Wochen lang in Viererturnieren gegeneinander antreten. Jede Woche sollten jeweils vier Turniere parallel stattfinden. Die Teilnehmer sollten so auf die Turniere verteilt werden, dass im Laufe der Vorrunde jeder gegen jeden spielen wird. Die Ergebnisse der insgesamt zwanzig Turniere sollten in einer Tabelle addiert werden. Die besten fünf Mannschaften der Gesamtwertung sollten sich neben dem Gastgeber für die Finalrunde qualifizieren.
In der Finalrunde sollten die Teilnehmer in zwei Dreiergruppen aufgeteilt werden. Die beiden besten Teams jeder Gruppe sollten im Halbfinale überkreuz aufeinandertreffen. Die Sieger der Halbfinalspiele sollten das Endspiel erreichen und den Sieger der Volleyball Nations League 2020 ermitteln.

## Teilnehmer
Das geplante Teilnehmerfeld bestand aus zwölf gesetzten Kernmannschaften (core teams) und vier Herausforderern (challenger).
| Kernmannschaften | Argentinien, Brasilien, Volksrepublik China, Deutschland, Frankreich, Iran, Italien, Japan, Polen, Russland, Serbien, Vereinigte Staaten |
| Herausforderer   | Australien, Bulgarien, Kanada, Slowenien                                                                                                 |

## Vorrundenauslosung
Die Verteilung der Gruppen wurde am 13. September 2019 veröffentlicht.
| Erste Woche                                     | Erste Woche                                  | Erste Woche                                   | Erste Woche                                               | Erste Woche |
| Gruppe 1 Vereinigte Staaten                     | Gruppe 2 Deutschland                         | Gruppe 3 Polen                                | Gruppe 4 China                                            |             |
| ----------------------------------------------- | -------------------------------------------- | --------------------------------------------- | --------------------------------------------------------- | ----------- |
| Vereinigte Staaten Brasilien Argentinien Kanada | Deutschland Frankreich Australien Bulgarien  | Polen Serbien Italien Slowenien               | Volksrepublik China Iran Japan Russland                   |             |
| Zweite Woche                                    |                                              |                                               |                                                           |             |
| Gruppe 5 Italien                                | Gruppe 6 Russland                            | Gruppe 7 Brasilien                            | Gruppe 8 China                                            |             |
| Italien Iran Kanada Bulgarien                   | Russland Polen Vereinigte Staaten Australien | Brasilien Serbien Frankreich Japan            | Volksrepublik China Argentinien Deutschland Slowenien     |             |
| Dritte Woche                                    |                                              |                                               |                                                           |             |
| Gruppe 9 Slowenien                              | Gruppe 10 Serbien                            | Gruppe 11 Polen                               | Gruppe 12 Japan                                           |             |
| Slowenien Russland Frankreich Kanada            | Serbien Vereinigte Staaten Iran Deutschland  | Polen Volksrepublik China Brasilien Bulgarien | Japan Argentinien Australien Italien                      |             |
| Vierte Woche                                    |                                              |                                               |                                                           |             |
| Gruppe 13 Japan                                 | Gruppe 14 Argentinien                        | Gruppe 15 Iran                                | Gruppe 16 China                                           |             |
| Japan Deutschland Polen Kanada                  | Argentinien Serbien Russland Bulgarien       | Iran Brasilien Australien Slowenien           | Volksrepublik China Vereinigte Staaten Italien Frankreich |             |
| Fünfte Woche                                    |                                              |                                               |                                                           |             |
| Gruppe 17 Kanada                                | Gruppe 18 Brasilien                          | Gruppe 19 Bulgarien                           | Gruppe 20 Frankreich                                      |             |
| Kanada Serbien Australien Volksrepublik China   | Brasilien Italien Deutschland Russland       | Bulgarien Japan Slowenien Vereinigte Staaten  | Frankreich Argentinien Iran Polen                         |             |